# 墨西哥鐵路
墨西哥鐵路（西班牙語：Ferromex），名稱來自Ferrocarril Mexicano的混成詞，是墨西哥最大型的私人鐵路營運商，總距離連結南方鐵路長達7500英里（12070公里）。